# 상하이 상하이
《상하이 상하이》(亂世兒女: Shanghai, Shanghai)는 홍콩에서 제작된 태적라빈 감독의 1990년 영화이다. 원표 등이 주연으로 출연하였다.

## 출연

### 주연
- 원표
- 홍금보
- 매염방

### 조연
- 정단서
- 임자상
- 린이롄
- 황명승
- 나열
- 위안더
- 맹해
- 황지강